# حویر (فجیره)
حویر (در عربی:  الَحوَیر ) روستای کوچکی از توابع شهر دبا الفجیره در نوار ساحلی کرانهٔ دریای عمان از توابع امارت فجیره از امارات هفتگانه دولت امارات متحده عربی و در شبه جزیره عربستان واقع شده‌است. این روستای در پایهٔ کوه (شمس) در رشتهٔ کوه حجر واقع شده‌است.

## جمعیت
جمعیت آن ۳۳۰ نفر (۱۴ خانوار) می‌باشند که از اهل سنت و مالکی مذهب هستند. شغل عمدهٔ مردم روستا کشاورزی ودامداری است، حدود ۵۰۰۰ اصله نخل خرما در روستا وجود دارد.